# Exchange (Serra)

2014

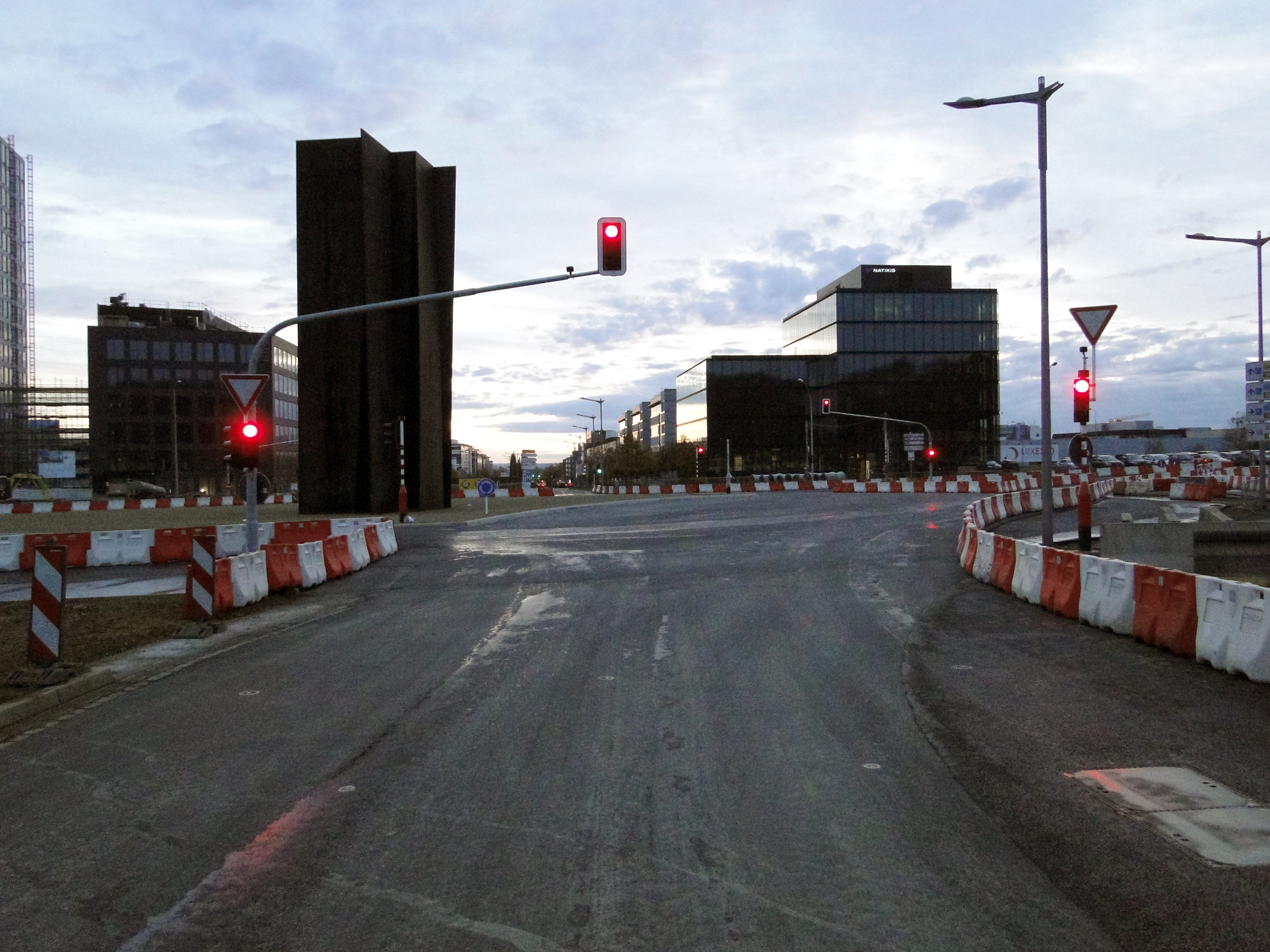
2015

Exchange heißt eine ca. 20 m hohe Stahlskulptur von Richard Serra, die 1996 an der Route nationale 51 im Kreisverkehr auf dem Kirchberg in der Stadt Luxemburg aufgestellt wurde. Sie besteht aus sieben Cortenstahlplatten von jeweils 37,5 Tonnen, die in der Dillinger Hütte im Saarland hergestellt wurden. Die Skulptur kostete 19 Millionen Luxemburger Franken.